# Colonia Tirolesa
Colonia Tirolesa é um município da província de Córdova, na Argentina.